# ودکا
ودکا (لهستانی: wódka [ˈvutka]؛ روسی: водка [ˈvotkə]؛ سوئدی: vodka [vɔdkɑ:]) یک نوشیدنی الکلی تقطیری شفاف است. انواع مختلف آن در لهستان، روسیه و سوئد منشأ گرفته‌اند. ودکا عمدتاً از آب و اتانول تشکیل شده است، اما گاهی دارای ناخالصی‌ها و طعم‌دهنده‌هایی نیز می‌باشد. به‌طور سنتی، این نوشیدنی با تقطیر مایع حاصل از تخمیر در فرآوری غذایی غلات و سیب‌زمینی تهیه می‌شود، زیرا سیب‌زمینی از قرن هجدهم در اروپا معرفی شد. برخی از برندهای مدرن از ذرت، نیشکرها، میوه، عسل و شیره درخت افرا به‌عنوان پایه استفاده می‌کنند.
از دهه ۱۸۹۰، ودکاهای استاندارد دارای ۴۰٪ درصد الکل (ABV) (۸۰ خلوص الکل) بوده‌اند. اتحادیه اروپا حداقل میزان الکل ودکا را ۳۷٫۵٪ تعیین کرده است. در ایالات متحده آمریکا، ودکا باید حداقل دارای ۴۰٪ الکل باشد.
ودکا به‌طور سنتی «خالص» (بدون مخلوط کردن با آب، یخ یا سایر کوکتلها) نوشیده می‌شود و در کمربند ودکا شامل بلاروس، استونی، فنلاند، ایسلند، لتونی، لیتوانی، نروژ، لهستان، روسیه، سوئد و اوکراین معمولاً در حالت کاملاً سرد از فریزر سرو می‌شود. همچنین در کوکتلهایی مانند مارتینی، کازماپولیتن، ودکا تونیک، اسکرو درایور، گری‌هاوند، روسی سیاه، روسی سفید، ماسکو میول، بلادی مری، سزار (کوکتل) و رد بول ودکا استفاده می‌شود.

## تاریخچه
واژه «ُودکا» از زبان روسی می‌آید و حالت تصغیر واژه «وادا» (به روسی: Вода) به معنی «آب» است. در دوران امپراتوری روسیه از سیب‌زمینی له‌شده برای تهیه ودکا استفاده می‌شد. اما اکنون در روسیه از دانه‌های خالص غلات برای تهیه ودکا استفاده می‌شود. اما به طوری، خاستگاه دقیق ودکا مشخص نیست.
در طول تاریخ برای مقاصد درمانی به ودکا گیاهان خوراکی و دارویی می‌افزودند و در زبان لاتین به آن «آب زندگانی» می‌گفتند.

## ساخت
معمولاً با تقطیر شرابی که از تخمیر غلات یا سیب‌زمینی به دست آمده اتانول تقریباً خالص تهیه می‌کنند و سپس آن را با نسبتی خاص با آب مقطر مخلوط می‌کنند تا ودکا ساخته شود. اصولاً هرچه ودکا بی‌رنگ‌تر و بی‌بوتر باشد کیفیت آن بالاتر و خالص‌تر است. معمولاً در آخرین مرحله تهیه ودکا آن را از زغال چوب رد می‌کنند تا باقی‌مانده مزه و بوی آن از بین برود. ودکا برای جلوگیری از ریزش مو، به مقدار متوسط مصرف می‌شود نشاسته موجود در غلات و سیب زمینی توسط میکروارگانیزم‌ها قابل تجزیه شدن و تخمیر الکلی نیست. از این رو در فرایند تهیه الکل از غلات و سیب‌زمینی لازم است ابتدا نشاسته توسط برخی آنزیم‌ها به قندهای ساده‌تر و قابل تخمیر مانند مالتوز تبدیل شوند. این عمل با استفاده از دانه‌های خردشده جو و گندم جوانه‌زده و خشک‌شده صورت می‌گیرد که به آنها مالت می‌گویند.
راه دیگر ساخت ودکا با شیر است. پس از آنکه چربی شیر را می‌گیرند و با آن پنیر درست می‌کنند مقدار زیادی آب‌پنیر باقی می‌ماند که از آن مایعی شور و شیرین به نام پرمیت تهیه می‌کنند. این بهترین ماده برای تخمیر و تبدیل به الکل است. پیشینه ساخت الکل با این روش به سه تا چهار هزار سال پیش و در میان قبایل کوچ‌نشین قزاقستان، قرقیزستان، و مغولستان بازمی‌گردد که نوشیدنی‌های الکلی خود را از شیر مادیان، گاومیش، یا گاو تهیه می‌کردند.
ودکای تهیه‌شده از جو و چاودار مزه تندتری دارد و قوی‌تر است. ذرت به پایهٔ ودکا مزه شیرین‌تری می‌دهد. ودکای ساخته شده از سیب‌زمینی مزه خاکی می‌دهد. بعضی از تقطیرکنندگان ودکا به آن میوه، نمک و حتی بیکن می‌افزایند.

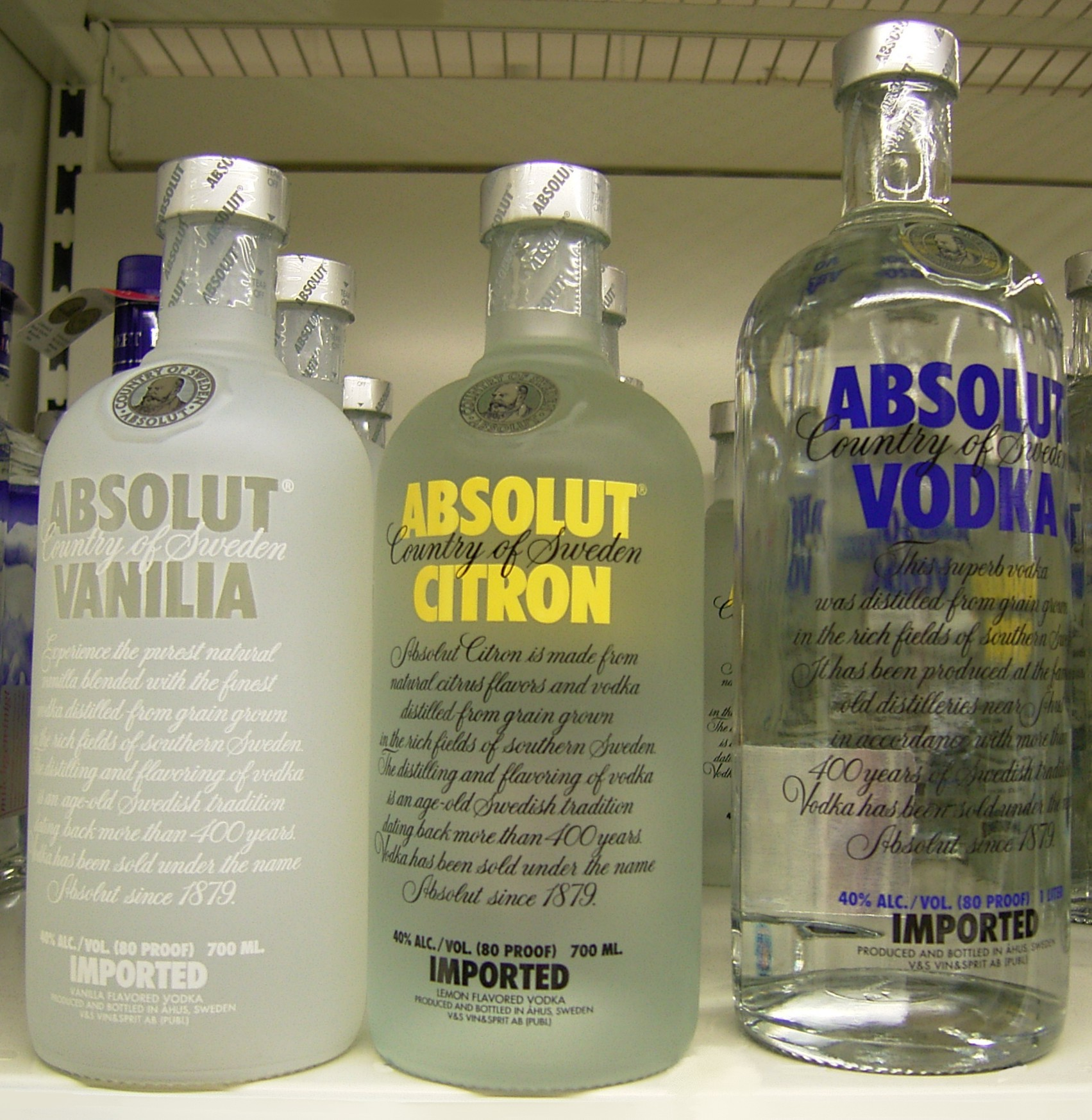
بطری‌های ودکای سوئدی مارک اَبسلوت ودکا

## درصد الکل
ودکا یک نوشیدنی الکلی با درصد الکل بالا (بین ۳۵ تا ۵۵ درصد) است. ودکای سنتی روسیه و لهستان معمولاً ۴۰ درصد الکل دارد. ودکایی که در لهستان، روسیه، جمهوری چک، استونی، لاتویا، اوکراین و لیتوانی به فروش می‌رسد ۴۰٪ است. ودکای اروپایی دستکم ۳۷/۵٪ است. همچنین ودکایی که در آمریکا به فروش می‌رسد حداقل ۴۰٪ است. تعیین میزان ۴۰٪ به گستردگی و به‌طور اشتباه به دمیتری مندلیف نسبت داده می‌شود.

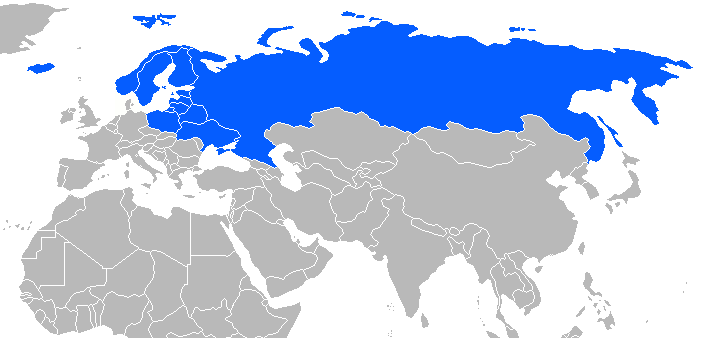
کمربند ودکا. این کشورها بیشترین میزان مصرف ودکا در جهان را دارند.

## مصرف
به‌طور سنتی ودکا همراه با آب، یخ، یا دیگر ترکیبات مصرف نمی‌شود. در کشورهای غربی، ودکا به عنوان پایه بسیاری از کوکتلها مانند مارتینی ودکا، تونیک ودکا، بلادی مری استفاده می‌شود.